# ロイ・キニキニラウ
ロイ・キニキニラウ（Roy Kinikinilau、1980年2月14日 - ）は、ニュージーランド出身のラグビー選手。 

## プロフィール
- トンガ生まれ。
- ポジションはセンター(CTB)及びウィング(WTB)。
- 身長 193cm、体重 109kg
- 7人制ラグビーのニュージーランド代表への招集経験がある。

## 経歴
ウェリントンのロンゴタイカレッジ卒業で、2009年から2015年までリコーブラックラムズに所属していた。元スーパー14のチーフスの選手。 